# Yushi Ozaki
Yushi Ozaki (Mie, 24 maart 1969) is een voormalig Japans voetballer.

## Carrière
Yushi Ozaki speelde tussen 1987 en 2003 voor Júbilo Iwata, Avispa Fukuoka en Sanfrecce Hiroshima.